# Roland JP-8000
Le Roland JP-8000 est un synthétiseur numérique à modélisation analogique commercialisé par Roland Corporation en 1997.

## Contexte
Le Roland JP-8000 est commercialisé au plus tôt de l'année 1997 et se retrouve en compétition avec d'autres synthétiseurs de même type tels que Access Virus, Clavia Nord Lead, Korg MS2000 ou Yamaha AN1x. Le JP-8000 est perçu à cette époque comme une version moderne du Roland Jupiter-8 de 1981. 

## Utilisateurs notables
- 3 Steps Ahead
- Armin van Buuren
- Brian Transeau
- Brandon Flowers
- David Bowie
- Depeche Mode
- Duran Duran
- Ferry Corsten
- Gary Numan
- Geoff Downes
- James Horner
- Jean Michel Jarre
- Kate Ryan
- Michael Pinnella
- Muse
- Paul Van Dyk
- Push
- The Prodigy
- Scooter
- Tangerine Dream
- The Automatic
- The Crystal Method
- Velvet Acid Christ
- Vince Clarke
- William Orbit
- Front 242